# 香港金鐘奕凨衛蘭軒

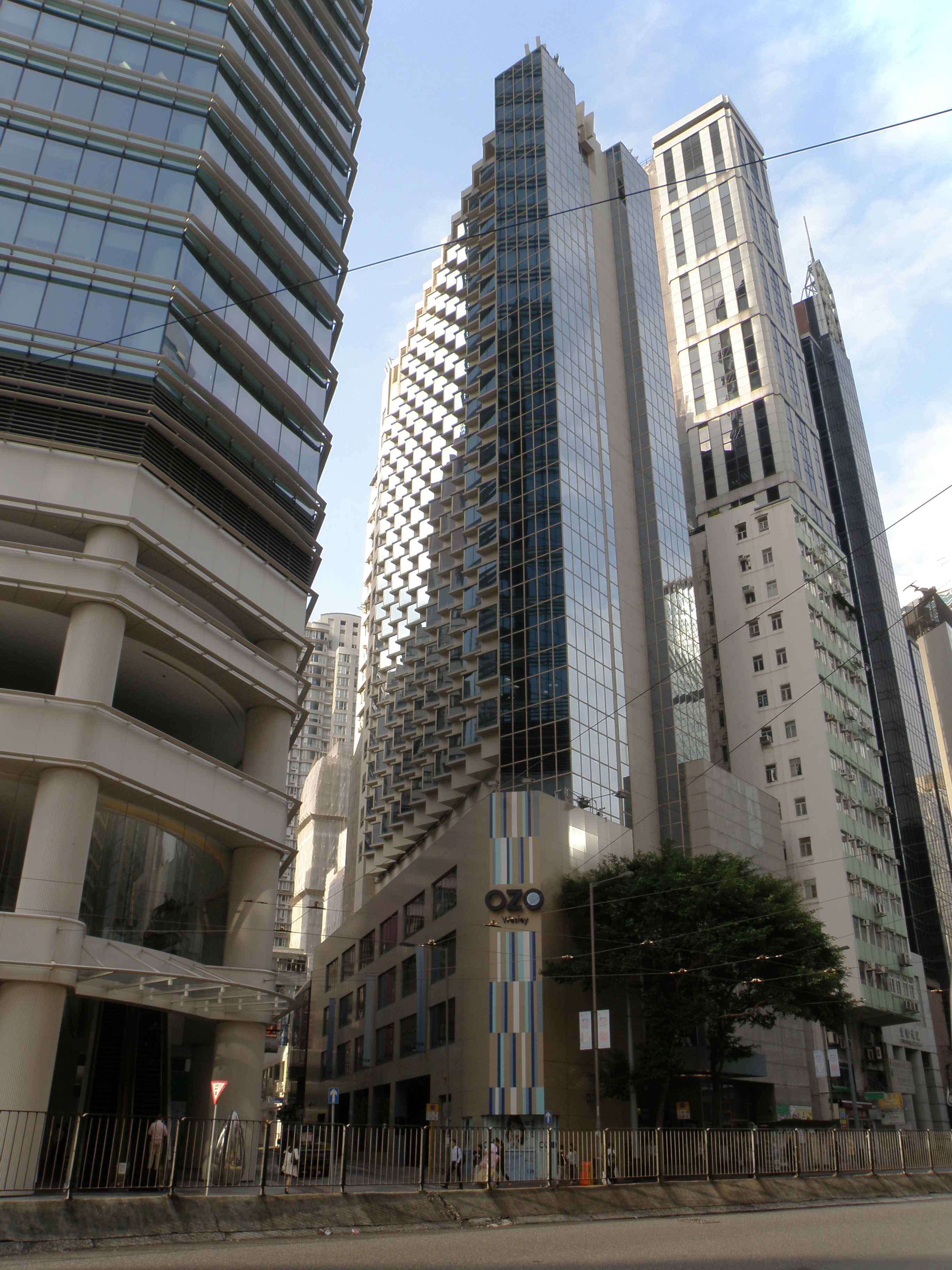
香港遨舍衞蘭軒（圖中央）

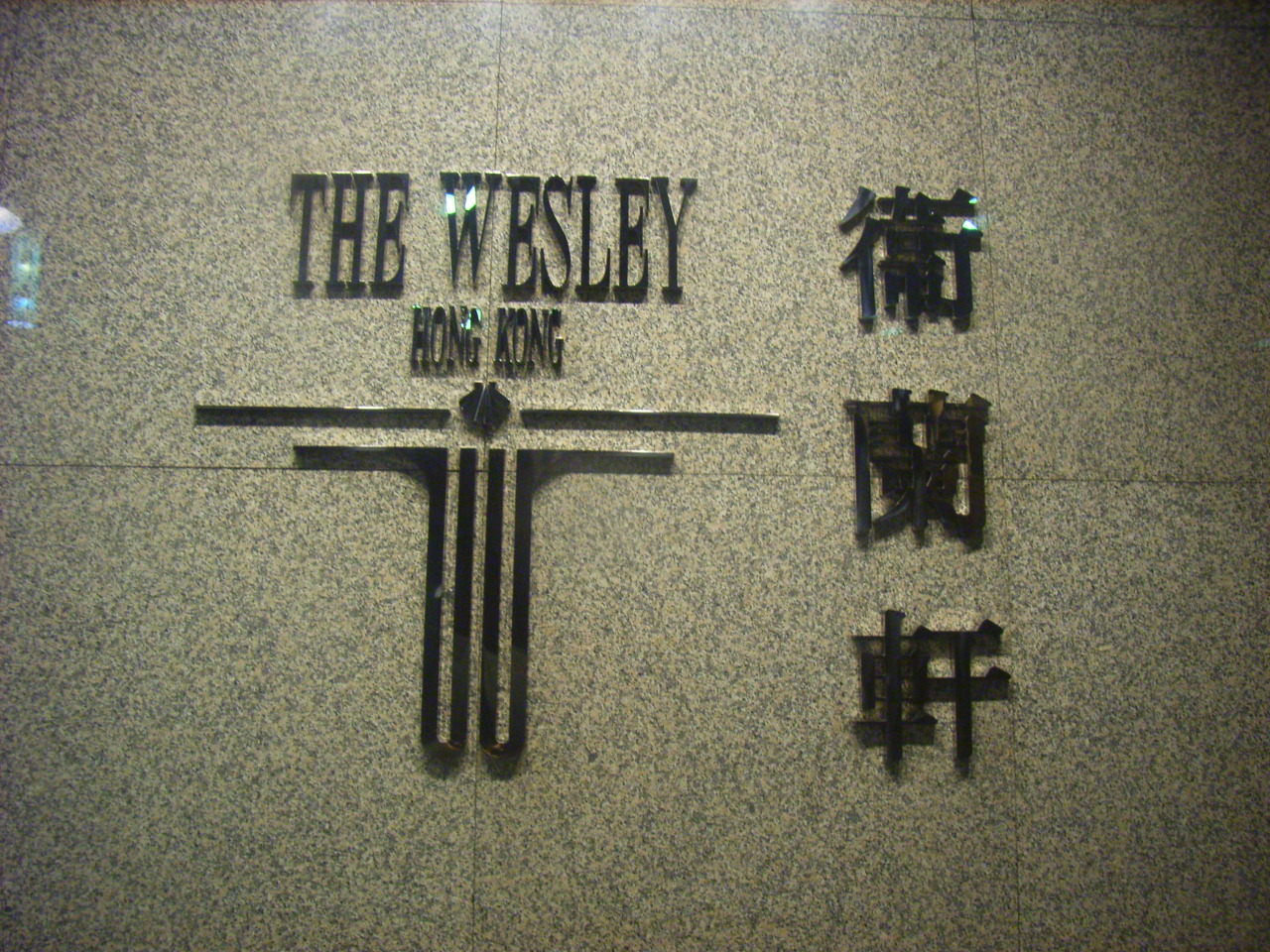
酒店前身衛蘭軒的門牌

香港金鐘奕凨衛蘭軒（英語：Ying'nFlo, Wesley Admiralty, Hong Kong），為香港一間酒店，位處於香港島灣仔軒尼詩道22號，熙信大廈對面，鄰近循道衛理香港堂。
該酒店的的業主為循道衛理聯合教會，2樓至5樓為循道衛理中心。於1992年開幕時原名衛蘭軒，共提供251間豪華客房，另有服務式寓所，當時由恆隆地產管理。重修後由泰國的ONYX酒店集團管理，於2013年4月重新開業，亦重新命名香港遨舍衞蘭軒（OZO Wesley Hong Kong），2020年受2019年冠狀病毒病疫情影響而暫停營業，並曾被政府徵用作隔離酒店，最終於2022年9月徵用完畢後結束營業。業主後來將酒店管理轉交予朗廷酒店集團，並重新命名至現時名稱，於2023年9月1日重開。

## 歷史
賓館原址為1929年建成的海陸軍人之家（Sailors and Soldiers Home）（又名水手館），當年昔日駐港英軍，每多在灣仔街頭醉酒鬧事。有鑑於此，英國Methodist Church差派的循道教會，於1901年在大佛口建成「水手館」，作為提供駐港英軍人士一個住宿、文娛康樂、膳食及教會靈命培養的地方。因此，此地方亦見證循道衛理聯合教會的前身英國循道公會及美國衛理公會（兩教會於1975年合併為「循道衛理聯合教會」）在香港的宣教歷史。
其後灣仔填海，政府收回水手館的土地，另撥軒尼詩道與晏頓街交界的地皮給教會重建水手館。1936年，循道公會在對面建成一座華人教堂（今稱循道衛理聯合教會香港堂），與水手館一樣採用紅磚設計，成為灣仔地標。
中華人民共和國成立後，大批衛理公會教友來到香港建堂聚會，水手館便成為循道公會及衛理公會的領袖共同會議的地方。1953年聖誕節石硤尾大火，兩教會決定建立三個徙置區安置災民，包括渣甸山衛斯理村、柴灣愛華村及大窩口亞斯理村，並在水手館內策劃該三個平房區的興建。自此以後，循道公會及衛理公會的牧者便輪流在水手館作牧養的工作。
踏入1980年代，水手館提供給駐港英軍的牧養事工經已式微，該館終於在1989年拆卸，並重建成賓館，以循道公會會祖約翰·衞斯理（John Wesley） 作英文命名，中文命名衛蘭軒，於1992年開業，由循道衛理中心有限公司委託恆隆集團作管理，直至2012年2月1日改為委託泰國的ONYX Hospitality Group管理，並改名為OZO Wesley Hong Kong，並進行大規模重修及改裝工程，已於2013年4月正式啟業。
2020年4月13日，受2019年冠狀病毒病疫情影響而導致入住的旅客大幅減少，該酒店當日起暫停營業，其後一度被政府徵用作隔離酒店，最終於2022年9月徵用完畢後結束營業。業主後來將酒店管理轉交予朗廷酒店集團，並重新命名至現時名稱，於2023年9月1日重開。

## 參看
- 香港酒店列表
- 恆隆地產
- 循道衛理聯合教會

## 外部連結
- 酒店官方網站 （页面存档备份，存于）